# Oxid gallitý
Oxid gallitý (Ga2O3) je jedním z oxidů gallia, které je v něm přítomno v oxidačním čísle III.

## Příprava
Oxid gallitý se připravuje rozkladem dusičnanu gallitého při teplotě 200 °C až 250 °C. Existuje v pěti modifikacích: α, β, γ, δ, a ε, z nichž je β-Ga2O3 nejstabilnější.

## Příprava různých modifikací
- α modifikace se připravuje zahříváním β modifikace na teplotu 1 100 °C při tlaku 6,5 MPa.
- β modifikace se připravuje zahříváním dusičnanu gallitého, octanu nebo šťavelanu gallitého při teplotě vyšší než 1 000 °C.
- γ modifikace se připravuje prudkým zahříváním hydroxidu gallitého na 400 °C až 500 °C.
- δ modifikace se připravuje zahříváním dusičnanu gallitého na 250 °C.
- ε modifikace se připravuje zahřátím δ modifikace na 550 °C po dobu 30 minut.